# Miltochrista germana
Miltochrista germana là một loài bướm đêm thuộc phân họ Arctiinae, họ Erebidae.